# Хартль, Франц-Ульрих
Франц-Ульрих Хартль (англ. Franz-Ulrich Hartl; род. 10 марта 1957, Эссен, ФРГ) — немецкий учёный. Труды в основном посвящены биохимии и цитологии. Лауреат многих престижных премий. С 1997 года директор Отдела клеточной биохимии Института биохимии Общества Макса Планка. С 2003 по 2005 год президент Общества биохимии и молекулярной биологии.
Получил степени в Гейдельбергском университете. В 1990 году получил степень хабилитированного доктора медицины в Мюнхенском университете Людвига-Максимилиана. Занимается изучением фолдинга белка.
Является членом Леопольдины, Баварской академии наук и EMBO, иностранным членом Американской академии искусств и наук и Национальной академии наук США (2011), членом-корреспондентом Вестфальской академии наук.

## Награды и отличия
- 1997 — Fritz Lipmann Lectureship от Американского общества биохимии и молекулярной биологии[англ.]
- 1999 — Berlin-Brandenburg Academy Award[англ.]
- 2000 — Премия Вильгельма Вайлянта[нем.]
- 2002 — Премия имени Лейбница
- 2004 — Международная премия Гайрднера
- 2005 — Премия Эрнста Юнга[англ.]
- 2006 — Премия Кёрбера
- 2007 — Премия Уайли
- 2008 — Премия Луизы Гросс Хорвиц
- 2008 — Премия Розенстила
- 2009 — Медаль Отто Варбурга[англ.]
- 2010 — Премия Хейнекена
- 2011 — Премия Альберта Ласкера за фундаментальные медицинские исследования
- 2011 — Премия Мэссри
- 2012 — Премия Шао
- 2016 — Премия медицинского центра Олбани
- 2016 — Премия Эрнста Шеринга[англ.] одноимённого фонда
- 2017 — Медаль Э. Б. Уилсона
- 2017 — Debrecen Award for Molecular Medicine[англ.]
- 2019 — Paul Ehrlich and Ludwig Darmstaedter Prize[англ.]
- 2019 — Премия Пола Янссена за биомедицинское исследование[англ.]
- 2020 — Премия за прорыв в области медицины
- 2022 — HFSP Nakasone Award[нем.]
- 2023 — Schleiden Medal[англ.]
- 2023 — BBVA Foundation Frontiers of Knowledge Award